# Temporada 1949 de la NASCAR Strictly Stock
La temporada 1949 de la NASCAR Strictly Stock fue la temporada inaugural del campeonato de stock cars estadounidense, organizado por la NASCAR. La temporada comenzó el 19 de junio en Charlotte y finalizó el 16 de octubre en  North Wilkesboro, después de ocho carreras.

## Resultados

### Carreras
| Ronda | Fecha            | Ciudad (Estado)                      | Circuito                    | Pole position  | Piloto ganador | Marca      |
| ----- | ---------------- | ------------------------------------ | --------------------------- | -------------- | -------------- | ---------- |
| 1     | 19 de junio      | Charlotte, Carolina del Norte        | Charlotte Speedway          | Bob Flock      | Jim Roper      | Lincoln    |
| 2     | 10 de julio      | Daytona Beach, Florida               | Circuito playero de Daytona | Gober Sosebee  | Red Byron      | Oldsmobile |
| 3     | 7 de agosto      | Hillsborough, Carolina del Norte     | Occoneechee Speedway        | –              | Bob Flock      | Oldsmobile |
| 4     | 11 de septiembre | Langhorne, Pennsylvania              | Langhorne Speedway          | Red Byron      | Curtis Turner  | Oldsmobile |
| 5     | 18 de septiembre | Hamburg, Nueva York                  | Hamburg Speedway            | Glenn Dunaway  | Jack White     | Lincoln    |
| 6     | 25 de septiembre | Martinsville, Virginia               | Martinsville Speedway       | Curtis Turner  | Red Byron      | Oldsmobile |
| 7     | 2 de octubre     | Pittsburgh, Pennsylvania             | Heidelberg Raceway          | Al Bonnell     | Lee Petty      | Plymouth   |
| 8     | 16 de octubre    | North Wilkesboro, Carolina del Norte | North Wilkesboro Speedway   | Kenneth Wagner | Bob Flock      | Oldsmobile |

### Campeonato de pilotos
| Pos | Pilotos       | Carreras | Victorias | Top 5 | Top 10 | Pole | Vueltas lideradas | Puntos | Ventaja |
| --- | ------------- | -------- | --------- | ----- | ------ | ---- | ----------------- | ------ | ------- |
| 1   | Red Byron     | 6        | 2         | 4     | 4      | 1    | 103               | 842    | -       |
| 2   | Lee Petty     | 6        | 1         | 3     | 5      | 0    | 1                 | 725    | -117    |
| 3   | Bob Flock     | 6        | 2         | 3     | 3      | 1    | 27                | 704    | -138    |
| 4   | Bill Blair    | 6        | 0         | 3     | 5      | 0    | 325               | 567    | -275    |
| 5   | Fonty Flock   | 6        | 0         | 3     | 3      | 0    | 85                | 554    | -288    |
| 6   | Curtis Turner | 6        | 1         | 1     | 4      | 1    | 78                | 430    | -412    |
| 7   | Ray Erickson  | 4        | 0         | 2     | 3      | 0    | 0                 | 422    | -420    |
| 8   | Tim Flock     | 5        | 0         | 2     | 3      | 0    | 0                 | 421    | -419    |
| 9   | Glenn Dunaway | 6        | 0         | 1     | 3      | 1    | 0                 | 384    | -458    |
| 10  | Frank Mundy   | 4        | 0         | 2     | 2      | 0    | 0                 | 370    | -472    |